# 2021年川崎市長選挙
2021年川崎市長選挙（2021ねんかわさきしちょうせんきょ）は、日本の地方自治体である川崎市の執行機関である川崎市長を選出するべく、2021年10月31日に投開票が行われた選挙である。

## 概要
現職の福田紀彦の任期満了に伴い、執行された。
当初は2021年10月10日に告示し、10月24日に投開票を実施するという選挙執行日程を組んでいたが、日本政府関係方面から『第49回衆議院議員総選挙の執行期日が10月31日に内定した』との情報が発せられたことを受けて日程を一週間後ろ倒しして総選挙の期日と同一にすることとなった。

## 基礎データ
- 選挙事由：任期満了
- 告示日：2021年10月17日
- 投票日：2021年10月31日

### 同日選挙
- 第49回衆議院議員総選挙・最高裁判所裁判官国民審査
- 川崎市議会議員補欠選挙（幸区選挙区）

## 立候補者
（届け出順、いずれも無所属）
| 氏名                           | 年齢 | 現元新 | 職業・肩書       | ホームページ                        |
| ------------------------------ | ---- | ------ | ---------------- | ----------------------------------- |
| 市古博一 （いちこ ひろかず）   | 73   | 新     | 元小学校教員     | 市古ひろかず 川崎民主市政をつくる会 |
| 川村るみ子 （かわむら るみこ） | 42   | 新     | 会社役員         |                                     |
| 福田紀彦 （ふくだ のりひこ）   | 49   | 現     | 川崎市長（現職） | 川崎市長 福田紀彦公式サイト         |

### タイムライン
- 5月17日 - 川崎市選挙管理委員会が『10月10日告示、10月24日投開票』という選挙日程を決定する[2]。
- 6月23日 - 現職の福田が「三選を目指す」と、川崎市議会本会議にて市長選挙への出馬を表明[3]。
- 7月8日 - 市古が出馬を表明[4]。
- 10月8日 - 第49回衆議院議員総選挙の執行期日が10月31日に内定したことを受けて、川崎市選挙管理委員会が『10月17日告示、10月31日投開票』という選挙日程に変更することを決定[1]。
- 10月13日 - 川村が出馬を表明[5]。

## 選挙結果
投開票の結果、福田が新人2候補を大差で破り3選を果たした。
※当日有権者数：1,241,333人 最終投票率：57.66%（前回比：+5.33pts）
| 候補者名   | 年齢 | 所属党派 | 新旧別 | 得票数    | 得票率 | 推薦・支持     |
| ---------- | ---- | -------- | ------ | --------- | ------ | -------------- |
| 福田紀彦   | 49   | 無所属   | 現     | 465,958票 | 67.4%  |                |
| 川村るみ子 | 42   | 無所属   | 新     | 141,316票 | 20.4%  |                |
| 市古博一   | 73   | 無所属   | 新     | 84,054票  | 12.2%  | 日本共産党推薦 |

| 区             | 福田紀彦 | 福田紀彦 | 川村るみ子 | 川村るみ子 | 市古博一 | 市古博一 |
| 区             | 得票     | %        | 得票       | %          | 得票     | %        |
| -------------- | -------- | -------- | ---------- | ---------- | -------- | -------- |
| 合計           | 465,958  | 67.40%   | 141,316    | 20.44%     | 84,054   | 12.16%   |
| 川崎区         | 61,431   | 67.43%   | 19,276     | 21.16%     | 10,400   | 11.42%   |
| 幸区           | 53,830   | 69.28%   | 15,005     | 19.31%     | 8,866    | 11.41%   |
| 中原区         | 52,571   | 65.18%   | 16,018     | 19.86%     | 12,062   | 14.96%   |
| 高津区・中原区 | 97,738   | 67.20%   | 30,784     | 21.17%     | 16,915   | 11.63%   |
| 宮前区         | 71,458   | 69.10%   | 20,772     | 20.09%     | 11,183   | 10.81%   |
| 多摩区・宮前区 | 66,899   | 64.51%   | 22,510     | 21.71%     | 14,298   | 13.79%   |
| 麻生区         | 62,031   | 69.45%   | 16,951     | 18.98%     | 10,330   | 11.57%   |